# Rapport Thiriez
Les propositions de la mission sur la haute fonction publique (dites rapport Thiriez) portent sur les carrières dans la haute fonction publique et la profonde réforme des études de certaines écoles françaises, telle l'École nationale d'administration. 
Le rapport est rédigé par Frédéric Thiriez, avocat aux Conseils,  Florence Méaux, conseillère maître à la Cour des comptes, déléguée aux cadres dirigeants de l’État au secrétariat général du Gouvernement, et Catherine Lagneau, ingénieure en chef des mines, directrice adjointe de l’École des Mines de Paris. Il est remis au Premier ministre le 30 janvier 2020.

## Historique
Fin avril 2019, Frédéric Thiriez écrit une note au président de la République pour proposer un tronc commun dans la formation de la future élite d’État et de[pas clair] carrières moins automatiques,,.
Dans son discours du 25 avril 2019 en clôture du Grand débat national, le Président de la République appelle à une réforme ambitieuse de la haute fonction publique française.
Trois objectifs sont fixés à la « mission Thiriez » par le Premier ministre dans la lettre de mission du 14 mai 2019 :
- revoir les modalités de recrutement des hauts fonctionnaires en mettant en place une sélection exigeante, ouverte à la diversité des talents,
- revoir la formation initiale des hauts fonctionnaires pour la rendre plus opérationnelle, plus ouverte et renforcer leur formation continue,
- dynamiser les parcours de carrière[4].

À l'automne 2019, la presse annonce que le rapport, au lieu d'être remis en novembre 2019 comme cela était prévu, pourrait être remis fin janvier ou début février 2020.
Selon des fuites dans la presse courant décembre 2019, le rapport proposerait une formation commune ENA/ENM débutant par deux mois de service national, dont un mois consacré à la préparation militaire, et l'autre mois consacré à l'encadrement des jeunes du service national universel. Dans un article ironique, le Canard enchaîné souligne : « Marcher au pas cadencé en saluant les chefs, quoi de mieux pour apprendre l'indépendance ? ». Les énarques et magistrats stagiaires suivraient ensuite des « stages exploratoires », enfin un stage « Filière justice et sécurité ».

## Méthode de travail de la mission Thiriez
La mission a d’abord défini le périmètre de son étude et retenu les corps relevant de « l’encadrement supérieur et dirigeant » des trois versants de la fonction publique :
- Corps « ENA » ;
- Corps «Polytechnique» ;
- Administrateurs territoriaux ;
- Directeurs d’hôpital et d’établissement sanitaire, social et médico-social ;
- Directeurs d’organismes de sécurité sociale ;
- Directeurs des services pénitentiaires et directeurs pénitentiaires d’insertion et de probation ;
- Commissaires de police ;
- Magistrats de l’ordre judiciaire.

Elle a procédé ensuite à de nombreuses auditions, plus de deux cent cinquante, et a recueilli plus d’une centaine de contributions écrites, spontanées ou sollicitées. 
Trois principes préalables ont structuré sa réflexion :
- l’impératif d’excellence dans le recrutement,
- le maintien du principe fondateur du recrutement par concours,
- la nécessité d’une solide formation initiale des candidats reçus, sans préjudice[Quoi ?] de leur formation continue.

## Les propositions
Les propositions sont déclinées sous trois rubriques :
- décloisonner la haute fonction publique ;
- diversifier le recrutement ;
- dynamiser les carrières.

### Décloisonner la haute fonction publique
- Avant qu’ils ne rejoignent leur école d’application, les candidats reçus aux différents concours administratifs suivraient un « tronc commun » de six mois, dont l’essentiel se passerait sur le terrain.
- La nouvelle « École des Hautes études de la santé et de la sécurité sociale » serait issue de la fusion de l'École des hautes études en santé publique et de l'École nationale supérieure de sécurité sociale.
- Replacer l'administration parisienne dans le droit commun,  en conséquence le corps des administrateurs de la ville de Paris  serait mis en extinction.
- L’ENA serait remplacée par une grande « école d’administration publique » (EAP), école d’application regroupant les administrateurs de l’État (ex-énarques) et les ingénieurs des corps techniques ; deux configurations différentes de l’EAP ont été étudiées par la mission.
- Il n’y aurait pas de classement de sortie à l’EAP mais une procédure d’affectation par rapprochement des offres et des demandes, évitant les risques de cooptation ou de favoritisme ; la répartition des postes offerts en sortie d’école serait revue pour privilégier les ministères prioritaires ;
- Tous les administrateurs de l’État et les ingénieurs des corps civils seraient d’abord affectés, pour un an au moins, en administration déconcentrée ou sur une mission prioritaire, sauf cas particulier.
- L’accès au doctorat pour les hauts fonctionnaires serait facilité, pour favoriser les parcours à l’international des hauts fonctionnaires français.
- La « marque ENA » serait conservée à l’international. L’ENAi, ﬁliale de l’EAP serait chargée notamment des actions de formation « à la carte » aux questions européennes, de la préparation des hauts fonctionnaires européens à la présidence tournante de l’UE, du Cycle des hautes études européennes et de la préparation aux concours de la fonction publique de l'Union européenne.
- Il serait mis ﬁn au « système des grands corps » par la transformation des corps d’inspection (des finances, de l'administration, des affaires sociales) en emplois fonctionnels d’une part et, pour les corps juridictionnels (Conseil d'État et Cour des comptes) d’autre part, par un recrutement différé après la sortie de l’école.

### Diversifier le recrutement
- Les épreuves des différents concours étudiants seraient revues, pour les rendre moins académiques, moins discriminantes socialement et plus opérationnelles. Les profils diversifiés seraient mis en valeur par des épreuves à options. Des tests psychotechniques, non notés, seraient prévus au stade de l’admission.
- La composition des jurys serait revue et leur formation généralisée.
- Un concours unique serait organisé pour l’ensemble des écoles administratives, avec des épreuves spécifiques par école.
- Une vingtaine de nouvelles classes préparatoires « égalité des chances (CPE) », réparties sur le territoire à raison d’une classe au moins par région, outre-mer compris, seraient créées par appel à projets. Les élèves seraient sélectionnés sur des critères sociaux combinés au mérite académique et bénéficieraient d’un accompagnement social durant leur préparation aux concours.
- Un concours spécial, la voie « égalité des chances », ouvert aux élèves sortis des CPE, serait institué pour l’accès aux différentes écoles du service public, dans la limite de 10 à 15 % de l’effectif des promotions.
- Les actuels 2e et 3e concours, ainsi que le « tour extérieur », seraient remplacés par une nouvelle voie d’accès « professionnelle » unique, lisible, accessible au plus grand nombre. Le nombre de postes ouverts serait sensiblement égal à celui des concours étudiants. Les épreuves seraient allégées par rapport aux concours « étudiants » et les candidats reçus seraient directement admis en école d’application, sans passer par le « tronc commun ».
- Pour progresser vers la parité dans les emplois supérieurs, le Gouvernement pourrait s’engager à nommer, sur une année, 50 % de femmes dans les emplois à la décision du Gouvernement.

### Dynamiser les carrières
- Le référentiel de compétences des hauts fonctionnaires devrait être revu, faisant une plus large place à l’innovation, au dialogue, à la culture du résultat et à la mobilisation des collaborateurs.
- La Direction générale de l'Administration et de la Fonction publique deviendrait une véritable « DRH groupe » pour l’encadrement supérieur, en étroite liaison avec les DRH ministérielles (30 ETP à prévoir pour l’ensemble).
- Le suivi RH des cadres territoriaux serait organisé sur le modèle de la fonction publique hospitalière (centre national de gestion - CNG). Cette nouvelle fonction pourrait être confiée au Centre national de la fonction publique territoriale (CNFPT).
- Les cadres supérieurs seraient davantage évalués, formés et reconnus pour leurs performances.
- Un Institut des Hautes Études du Service Public serait créé, afin de dispenser, en milieu de carrière, une formation commune à temps partiel sur une année à des hauts fonctionnaires des trois fonctions publiques, tous corps confondus, ainsi qu’aux magistrats qui le souhaitent, aux officiers de la gendarmerie ou des armées et aux administrateurs des assemblées. Les lauréats de l’Institut auraient vocation à accéder aux emplois supérieurs des trois versants de la fonction publique.
- Tous les postes vacants de cadres dirigeants de l’État seraient obligatoirement publiés, afin d’ouvrir plus largement l’éventail des possibles.
- Les mobilités seraient favorisées et davantage valorisées, notamment en encourageant et en sécurisant les passages du secteur public au secteur privé.

## Calendrier
La Mission suggère que la réforme s’applique aux recrutements de 2022 (concours de 2021), et pour cela demande que les textes législatifs et réglementaires soient pris au plus tard le 1er septembre 2020.